# Slime & B
Slime & B é uma mixtape colaborativa do cantor e compositor estadunidense Chris Brown com o rapper estadunidense Young Thug. Foi lançado em 5 de maio de 2020 pela editora discográfica RCA Records. Slime & B conta com as participações especiais de  Gunna, Future, Too $hort, E-40 entre outros.

## Desempenho comercial
Slime & B estreou na 55° posição na Billboard 200, a principal parada musical que ranqueia os álbuns mais populares da semana no Estados Unidos, após apenas três dias disponível para vendas em varejistas digitais e serviços de streaming. Na sua segunda semana no gráfico, a Mixtape subiu para a 24° posição vendendo o equivalente a 20 mil copias.
"Go Crazy" foi lançado em 5 de maio de 2020 como primeira música de trabalho da mixtape. A faixa se tornou um dos maiores sucessos comerciais da carreira de ambos os artistas, alcançado a terceira posição na Billboard Hot 100 a principal parada musical que ranqueia os músicas mais populares da semana no Estados Unidos, e passou mais de um ano no gráfico.

## Faixas
| N.º            | Título                                       | Duração |  |
| 1.             | "Say You Love Me"                            | 2:52    |  |
| 2.             | "Go Crazy"                                   | 2:56    |  |
| 3.             | "Trap Back" (com Major Nine]])               | 4:16    |  |
| 4.             | "I Got Time" (com Shad da God)               | 3:23    |  |
| 5.             | "She Bumped Her Head" (com Gunna)            | 4:00    |  |
| 6.             | "Big Slimes" (com Gunna and Lil Duke)        | 5:26    |  |
| 7.             | "I Ain't Tryin'"                             | 3:53    |  |
| 8.             | "Animal"                                     | 3:26    |  |
| 9.             | "City Girls"                                 | 3:50    |  |
| 10.            | "Stolen"                                     | 3:49    |  |
| 11.            | "Undrunk" (Chris Brown com Too Short e E-40) | 3:10    |  |
| 12.            | "No Such Thing" (Chris Brown com HoodyBaby)  | 1:41    |  |
| 13.            | "Help Me Breathe" (Young Thug com Future)    | 3:50    |  |
| Duração total: | Duração total:                               | 46:36   |  |

## Desempenho nas paradas musicais
| Gráfico (2020)                          | Melhor posição |
| --------------------------------------- | -------------- |
| Austrália (ARIA)                        | 29             |
| Bélgica (Ultratop Flandres)             | 156            |
| Bélgica (Ultratop Valônia)              | 161            |
| Canadá (Billboard)                      | 46             |
| Estados Unidos (Billboard 200)          | 24             |
| Estados Unidos (Top R&B/Hip Hop Albums) | 15             |
| França (SNEP)                           | 110            |
| Nova Zelândia (RMNZ)                    | 37             |
| Países Baixos (Dutch Charts)            | 38             |
| Reino Unido (Official Albums Chart)     | 51             |
| Reino Unido (UK R&B Albums Chart)       | 12             |
| Suíça (Schweizer Hitparade)             | 51             |

## Histórico de lançamento
| País           | Data              | Formato                         | editora discográfica | Referência |
| -------------- | ----------------- | ------------------------------- | -------------------- | ---------- |
| Estados Unidos | 5 de maio de 2020 | descarga digital fluxo de mídia | RCA CBE              | [ 22 ]     |